# John Paul senior

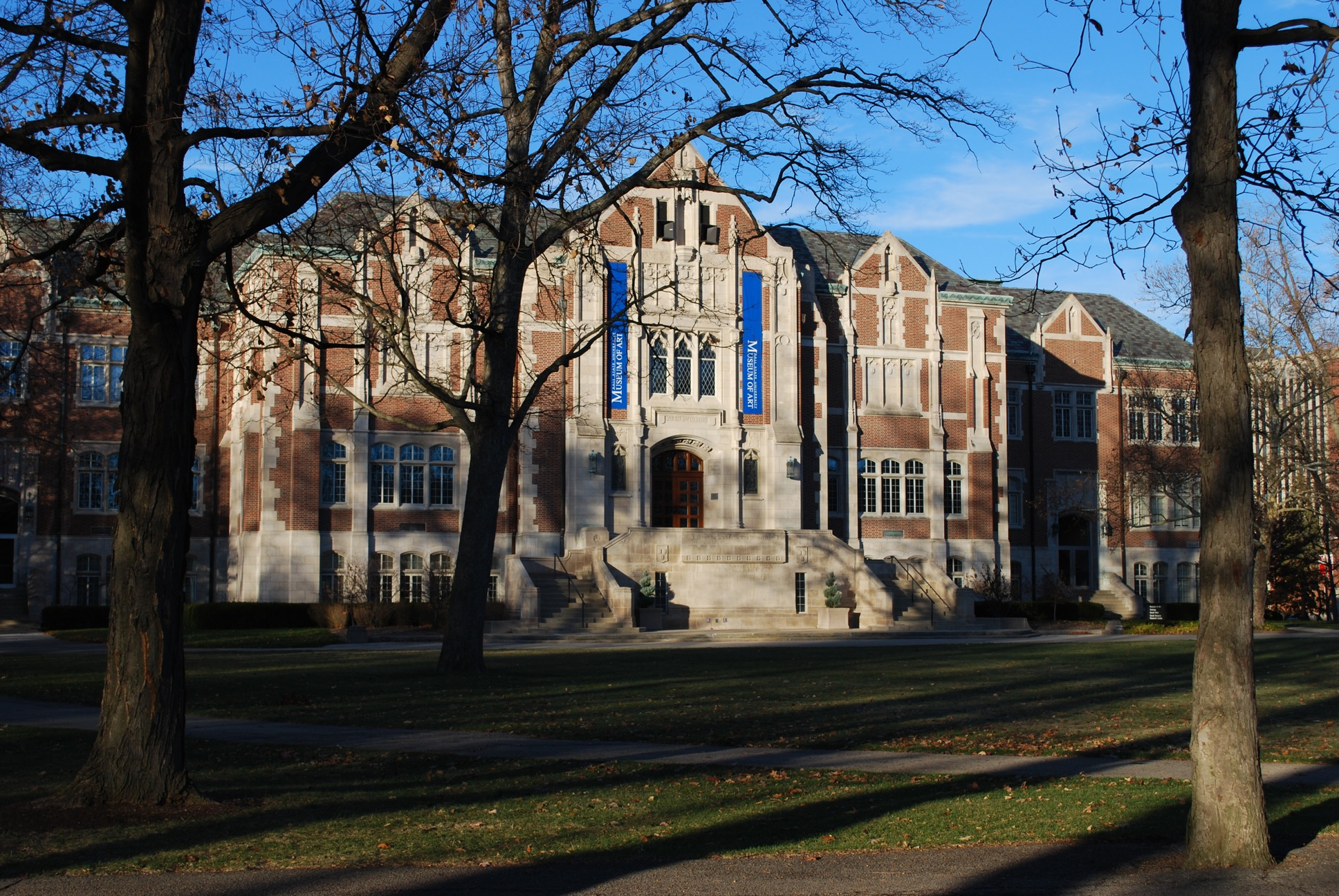
Das Art Museum der Ball State University

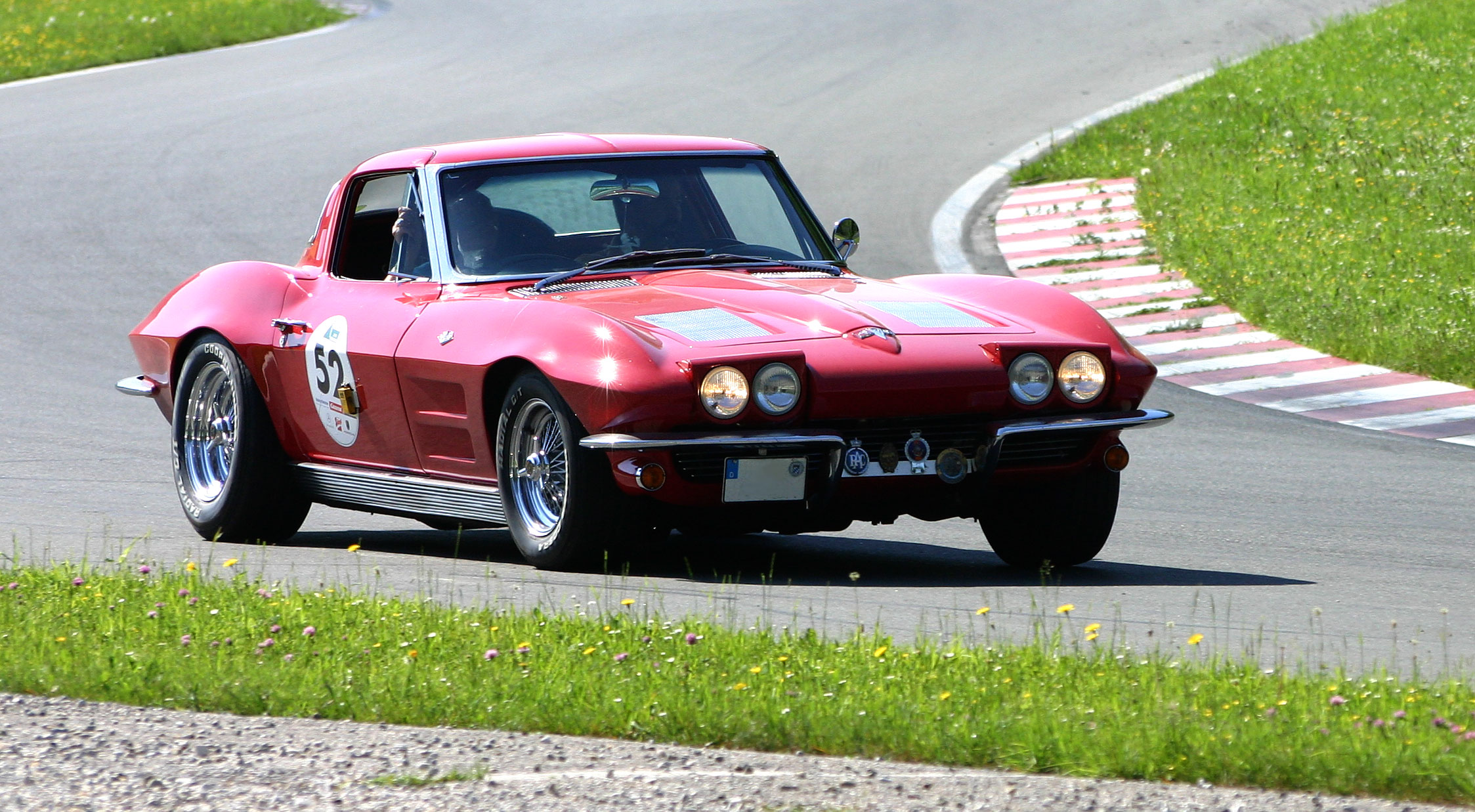
Erste Rennerfolge gelangen John Paul auf einem Chevrolet Corvette 427

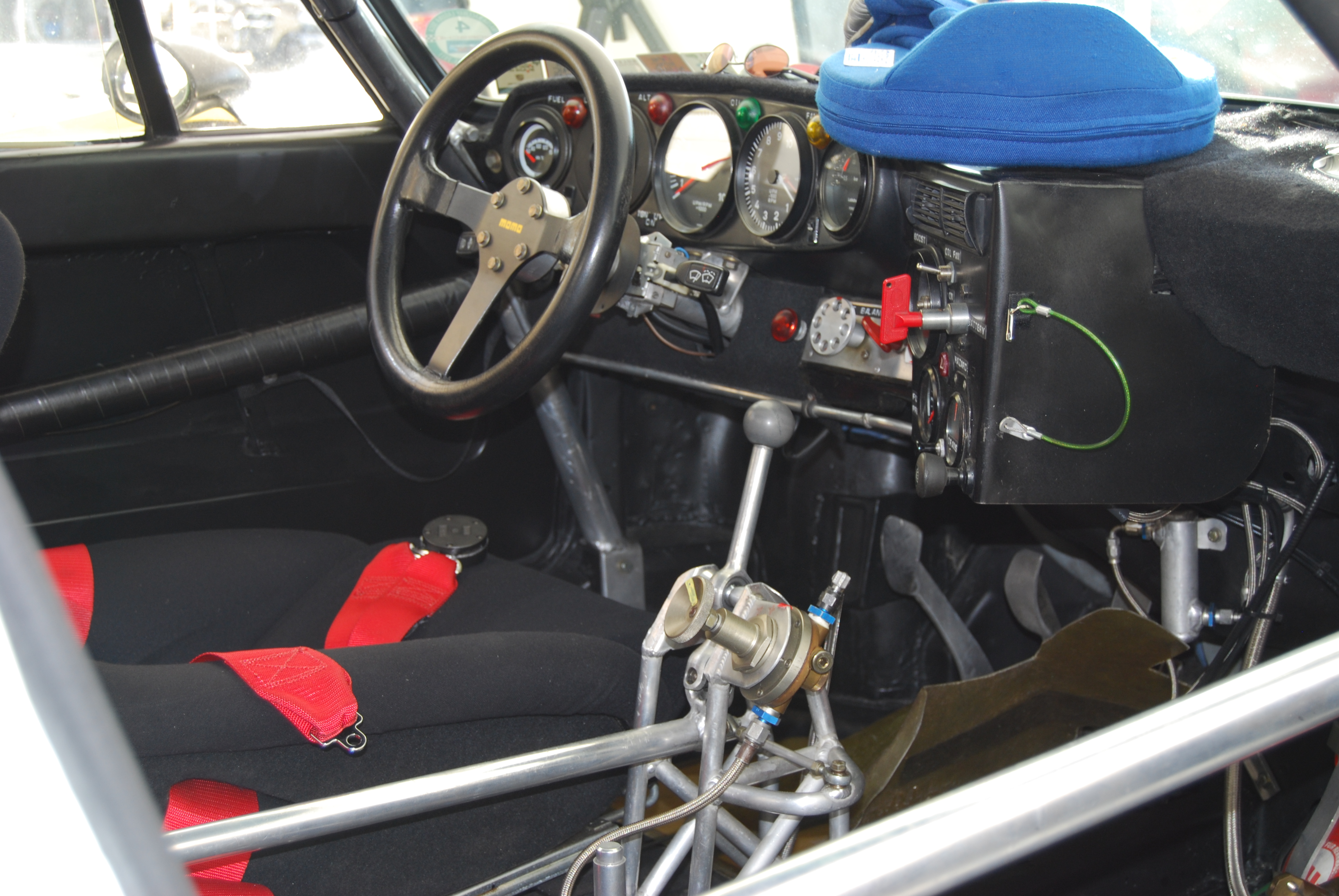
Cockpit eines Porsche 935. 935-Fahrgestelle wurde bei JLP Racing zu erfolgreichen Rennwagen für den US-amerikanischen Sportwagensport umgebaut

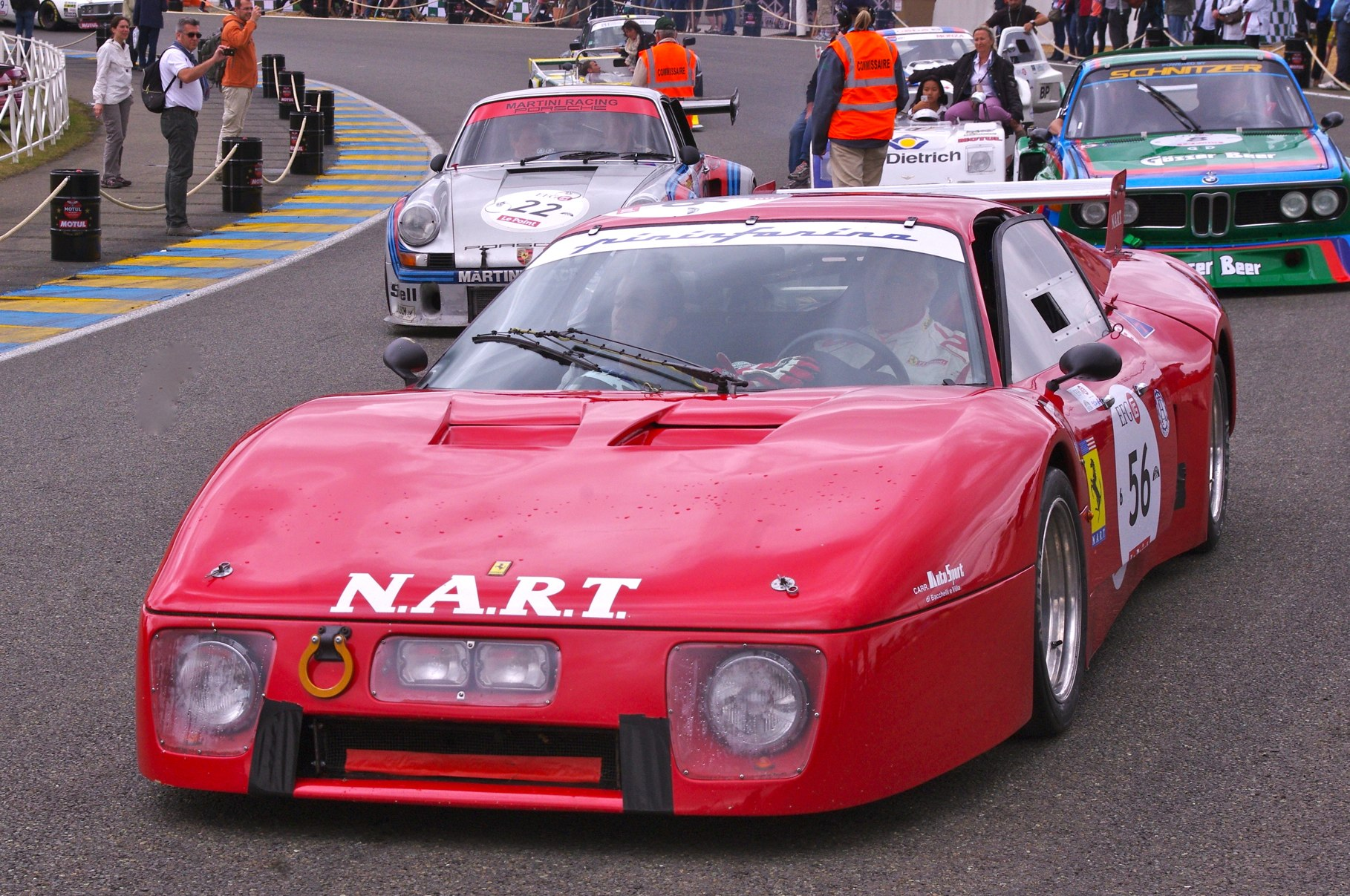
North American Racing Team-Ferrari 512BB LM. Mit den Partnern Alain Cudini und John Morton wurde John Paul 1982 Gesamtneunter beim 24-Stunden-Rennen von Le Mans

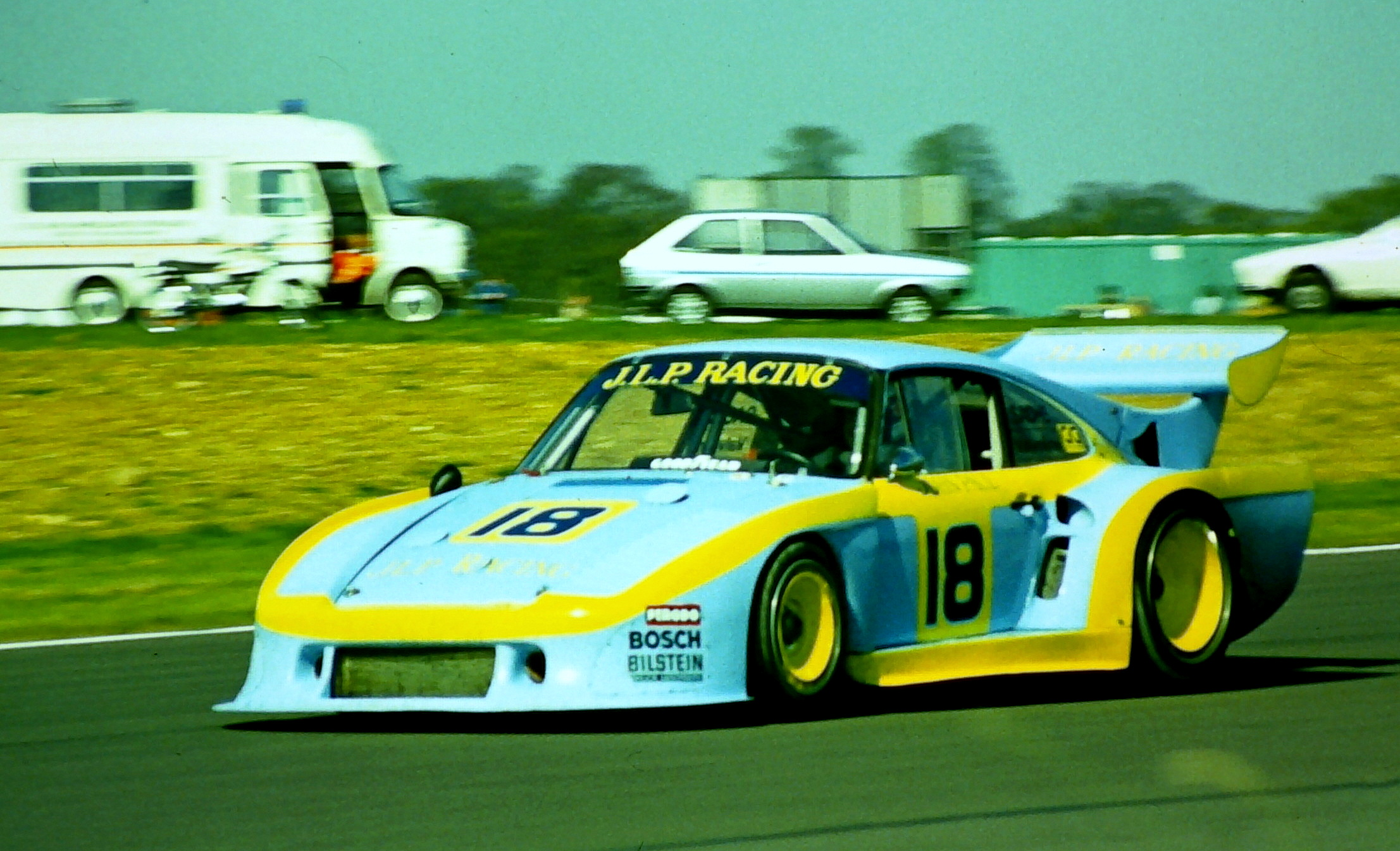
Der von Brian Redman und John Paul beim 6-Stunden-Rennen von Silverstone 1980 gefahrene Porsche 935

John Lee Paul, geboren als Hans-Johann Leendert Paul (* 3. Dezember 1939 in den Niederlanden) ist ein ehemaliger US-amerikanischer Autorennfahrer, Rennstallbesitzer und Drogenhändler.

## Herkunft und Ausbildung
John Paul kam wenige Wochen nach dem Beginn des Zweiten Weltkriegs in den Niederlanden zur Welt. Zu Beginn der 1950er-Jahre wanderte seine Familie in die Vereinigten Staaten aus. Die Pauls ließen sich in Muncie im Delaware County, im US-Bundesstaat Indiana, nieder. Nach dem Studium an der Ball State University, promovierte er an der Harvard University im Fach Wirtschaftswissenschaft. In den 1970er-Jahren änderte er seinen Namen in John Lee Paul und arbeitete als Fondsmanager an der Wall Street, wo er es zu einem beträchtlichen privaten Vermögen brachte. Der Wert des von ihm verwalteten Investmentfonds steigerte sich in wenigen Jahren von 600 Millionen auf 4 Milliarden US-Dollar und die daraus resultierenden Provisionen machten Paul zum Millionär.
Seine erste Frau Joyce, die Mutter seines 1960 geborenen Sohnes John Paul junior, verließ ihn 1970, zog aus dem gemeinsamen Haus im südlichen Florida aus und mit dem Kind nach Indianapolis. John Paul verkaufte sein Anwesen und erwarb eine 56-Fuß-Segelyacht, auf der er in Hinkunft lebte. Mit der Yacht überquerte er zweimal Einhand den Atlantischen Ozean, lebte kurzzeitig in der Karibik und mehrte sein Vermögen mit Immobiliengeschäften in Florida. Joyce starb, wie ihre Mutter (John Pauls erste Schwiegermutter), später an Chorea Huntington, einer unheilbaren erblichen Erkrankung des Gehirns. Diese neurodegenerative Erkrankung wurde 2014 auch bei John Paul junior diagnostiziert.

## Kriminelle Aktivitäten

### Erster Drogenhandel
Im Jahr 1979 begannen die kriminellen Aktivitäten, in die von Beginn an auch sein Sohn John junior involviert war. Am 10. Januar wurden John junior und ein Freund an einem Bayou in Louisiana verhaftet, als sie Kisten auf einen Pick-up verluden. Zoll- und Drogenfahnder, die auf das Duo aufmerksam wurden, hatten auf der Ladefläche des Wagens Spuren von Marihuana gefunden. Folgende Ermittlungen führten die Fahnder auf die neue 42-Fuß-Segelyacht des Vaters, die in der Nähe im Fluss lag. An Bord befanden sich neben 10.000 US-Dollar weitere Rauschgiftspuren. In der Nähe stand in einer Lichtung ein von den Pauls gemieteter LKW, in dem die Ermittler 710 kg Haschisch fanden. Alle drei Beteiligten wurden angeklagt, zu jeweils drei Jahren Haft auf Bewährung und zur Bezahlung von 32.000 US-Dollar Strafe verurteilt.

### Das Attentat auf Stephen Carson
Anfang der 1980er-Jahre wurde aus den ersten illegalen Handlungen ein Drogenring, zu dem neben den beiden Pauls mehr als ein Dutzend Personen gehörten. Einer davon war Stephen Carson. Carson hatte sich den Behörden als Informant zur Verfügung gestellt und genoss staatliche Immunität. Laut seiner Aussage zwang ihn John Paul am 19. April 1983 in Crescent Beach unter Waffengewalt in den Kofferraum eines Wagens zu steigen. Als er sich weigerte und davonlief, eröffnete Paul das Feuer und schoss fünfmal auf ihn. Carson wurde dabei in den Bauch und die Beine getroffen, überlebte jedoch das Attentat. Da ein Begleiter Carsons lautstark um Hilfe rief, floh Paul, wurde jedoch wenig später von Polizisten festgenommen. John Paul wurde wegen Mordversuchs angeklagt, kam gegen Kaution frei und entzog sich dem Prozess durch Flucht. Im Januar 1985 wurde er in der Schweiz festgenommen. Die Schweizer Behörden klagten ihn wegen eines gefälschten Passes an und verurteilten ihn zu sechs Monaten Haft. Nach Verbüßung der Strafe wurde er an die Vereinigten Staaten ausgeliefert. Beim Prozess gegen den Drogenring wurde auch sein Sohn angeklagt, der sich weigerte gegen seinen Vater und seinen Großvater, der ebenfalls in den Drogenhandel involviert war, auszusagen. Im Verfahren bekannte er sich des Mordversuchs ersten Grades für schuldig und wurde dafür mit 20 Jahren Haft bestraft. Für andere Vergehen, unter anderem wurde ihm vorgeworfen zwischen 1976 und 1981 90000 kg Marihuana aus Kolumbien in die USA geschmuggelt zu haben, erhöhte sich das Strafmaß auf 25 Jahre. Am 10. Mai 1987 versuchte Paul bei einem Aufenthalt im Freien aus dem Bundesgefängnis Leavenworth, wo er seine Haft verbüßte, mit einem Mithäftling zu fliehen. Sie sprühten einem Wachmann eine scharfe Sauce ins Gesicht und wollten über einen 12-Fuß hohen Zaun steigen, um ein auf einer Parkfläche abgestelltes Fluchtfahrzeug zu erreichen. Der Wachmann gab jedoch zwei Warnschüsse ab und die Flüchtenden ergaben sich. Am 2. Juli 1999 wurde Paul auf Bewährung entlassen.

### Verschollen
Mysteriös sind der Verbleib der zweiten Ehefrau, seiner späteren Lebensgefährtin und von John Paul selbst. In zweiter Ehe war er mit Chalice, am 31. August 1947 als Chalice Alford geboren, verheiratet, die sich 1981 von ihm trennte und kurz danach spurlos verschwand. Angeblich sollte sie nach einer Aussprache in ihrem Haus in Atlanta, wo er ursprünglich die Scheidung wollte, zu einem Versöhnungswochenende nach Florida fliegen, wo sie jedoch nie ankam. Ihr Verbleib ist bis heute rätselhaft und ungeklärt. Im Jahr 1983 ließ sich Paul von einem Richter auf Haiti offiziell scheiden und heiratete in dritter Ehe Hope Haywood, die Schwester des Rennfahrers Hurley Haywood.
Kurz nach seiner Entlassung aus Leavenworth lernte er Colleen Wood kennen, eine Büroangestellte die in Boca Raton arbeitete und ein kleines Appartement besaß. Paul lebte zu diesem Zeitpunkt auf einem 55-Fuß-Schoner, der den Namen Island Girl trug. Als Wood John Paul erstmals traf, suchte dieser Mitsegler für eine Weltumrundung. Wood verliebte sich und gab für Paul Beruf und Wohnung auf. Den Verkaufserlös der Immobilie, 43.000 US-Dollar, übergab sie ihrem Partner als Investition für den geplanten Turn. Laut Auskunft ihres Sohnes lebte Colleen Wood im Dezember 2000 mit John Paul auf dessen Yacht in den Florida Keys. Einen letzten Kontakt mit ihr hatte eine Freundin, der sie zusagte zu einer Weihnachtsfeier aufs Festland zu kommen. Da sie dort nicht erschien und ihr Sohn zwei Wochen nichts von ihr hörte, begann dieser nach seiner Mutter zu suchen. Die Familie Wood war John Paul nie persönlich begegnet und konnte diesen lange nicht ausfindig machen. Nachdem der Sohn eine Vermisstenanzeige aufgab, wurden auch die örtlichen Behörden aktiv. Als man John Paul im Februar 2001 auf einer der Keys fand, tischte dieser Colleen Woods Sohn und Behördenvertretern unterschiedliche Versionen ihrer angeblichen Trennung um die Weihnachtszeit 2000 auf. Einmal hieß es, sie habe sich von ihm aus Eifersucht über andere Frauen getrennt. Ein anderes Mal erklärte er, sie habe sich in einen anderen Mann verliebt und ihn daher verlassen. In einer dritten Version gab er an, sie hätten sich über die von ihr geforderte Rückgabe der 43.000 US-Dollar gestritten und es wäre dadurch zur Trennung gekommen. Trotz des Bemühens der Behörden sie zu finden, ist die Abwesenheit von Colleen Wood bis in die Gegenwart ungeklärt.
Zur Aufklärung des Falles trug John Paul letztlich nichts erhellendes bei. Dies lag auch daran, dass er selbst seit dem Frühjahr 2001 verschwunden ist. In Verletzung seiner Bewährungsauflagen verließ er die Vereinigten Staaten, angeblich um sich weiteren Befragungen in der Sache Wood zu entziehen. Touristen erkannten ihn später im Jahr anhand eines Beitrags in der US-amerikanischen Fernsehserie Unsolved Mysteries auf den Fidschi-Inseln. Die US-Behörden erfuhren davon genauso verspätet, wie vom Verkauf seiner Yacht über eine italienische Agentur in Thailand. Auch dieses Verschwinden ist bis in die Gegenwart ungelöst.

## Karriere als Rennfahrer und Rennstallbesitzer
Zwischen 1960 und 1983 war John Paul im Motorsport aktiv, wobei er nach sporadischen Starts bei Clubrennen 1969 sein erstes anspruchsvolles Rennen bestritt. Beim zur Sportwagen-Weltmeisterschaft 1969 zählenden 6-Stunden-Rennen von Watkins Glen wurde er gemeinsam mit Robert Esseks auf einem Chevrolet Corvette 427 Gesamtneunter. Nach der Trennung von seiner ersten Frau kehrte John Paul dem Rennsport einige Jahre den Rücken und lebte auf seinem Segelpunkt. 1977 kam er zurück und gründete einen eigenen Rennstall. JLP Racing war Ende der 1970er und zu Beginn der 1980er Jahre eines der erfolgreichsten Teams im US-amerikanischen Sportwagensport.
Von 1978 bis 1980 vergab die FIA über die FIA World Challenge for Endurance Drivers einen Fahrertitel für den erfolgreichsten Sportwagenfahrer des Jahres. Die Rennen zählten teilweise zur Sportwagen-Weltmeisterschaft, die Challenge war jedoch kein offizieller Weltmeistertitel. Die Meisterschaft für Fahrer wurde 1981 eingeführt. Zweimal gewann John Paul diese Challenge: 1978 vor Bonky Fernandez und Peter Gregg und 1980 vor John Fitzpatrick und Dick Barbour.
Seinen ersten Einzelerfolg erreichte er beim 6-Stunden-Rennen von Daytona 1978, wo Jim Downing auf einem Mazda RX-2 sein Teampartner war. Auf diesem Erfolg folgten 14 weitere Gesamtsiege, dazu kamen sechs Klassensiege. John Paul galt nicht als schneller Fahrer, aber als ausdauernd und entschlossen im Zweikampf. Abseits der Rennstrecke war er viele Jahre im Fahrerlager der IMSA-Rennen eine der unbeliebtesten Personen. Sein Spitzname war Old Pirate und Kollegen bezeichneten ihn als arroganten, intoleranten Spötter. Gefürchtet waren seine unkontrollierten Wutausbrüche, die wahllos Fahrerkollegen, Teammitglieder und nicht selten seinen rennfahrenden Sohn trafen. John Paul junior war weit talentierter als sein Vater und bildete mit diesem Anfang der 1980er-Jahre ein erfolgreiches Fahrerduo. Höhepunkte waren die Gesamtsiege auf Porsche 935 beim 24-Stunden-Rennen von Daytona 1982, wo Rolf Stommelen dritter Fahrer war und beim 12-Stunden-Rennen von Sebring im selben Jahr. Dreimal ging John Paul beim 24-Stunden-Rennen von Le Mans an den Start. Beste Platzierung war der fünfte Endrang beim Debüt 1978.

## Statistik

### Le-Mans-Ergebnisse
| Jahr | Team                       | Fahrzeug          | Teamkollege  | Teamkollege      | Platzierung            | Ausfallgrund |
| ---- | -------------------------- | ----------------- | ------------ | ---------------- | ---------------------- | ------------ |
| 1978 | Dick Barbour Racing        | Porsche 935/77    | Dick Barbour | Brian Redman     | Rang 5 und Klassensieg |              |
| 1980 | JLP Racing                 | Porsche 935 JLP-2 | Guy Edwards  | John Paul junior | Rang 9                 |              |
| 1982 | North American Racing Team | Ferrari 512BB LM  | Alain Cudini | John Morton      | Rang 9                 |              |

### Sebring-Ergebnisse
| Jahr | Team                  | Fahrzeug            | Teamkollege      | Teamkollege  | Teamkollege  | Platzierung            | Ausfallgrund     |
| ---- | --------------------- | ------------------- | ---------------- | ------------ | ------------ | ---------------------- | ---------------- |
| 1977 | John Paul             | Porsche Carrera RSR | John O’Steen     | John Graves  | Bob Hagestad | Ausfall                | Motorschaden     |
| 1978 | JLP Racing            | Porsche Carrera RSR | Bonky Fernandez  |              |              | Rang 4 und Klassensieg |                  |
| 1979 | JLP Racing            | Porsche 935 JLP-1   | Al Holbert       |              |              | Ausfall                | Kraftübertragung |
| 1980 | Thunderbird Swap Shop | Porsche 935K3       | Al Holbert       | Preston Henn |              | Rang 4                 |                  |
| 1981 | JLP Racing            | Porsche 935JLP-3    | John Paul junior |              |              | Ausfall                | Aufhängung       |
| 1982 | JLP Racing            | Porsche 935JLP-3    | John Paul junior |              |              | Gesamtsieg             |                  |